# Кац, Кэролайн
Кэролайн Кац (англ. Caroline Catz, род.1970, Манчестер, Англия) — английская актриса работающая в кино, театре, на радио и телевидении.

## Биография
Урождённая Кэролайн Каплан, Кац начала сниматься в начале 1990-х, сначала играя небольшие роли. При регистрации в Британской Ассоциации Актёров (англ. British Actors' Equity Association), она обнаружила, что актриса с именем Каролина Каплан уже была зарегистрирована, поэтому ей пришлось выбирать иной творческий псевдоним.
В 1994 году она играла ведущую роль в постановке BBC «Всё спокойно на Престонском фронте», которая длилась три серии. После этого она играла в телесериале «Чисто английское убийство» роль Рози Фокс; в ходе съёмок она встретилась с Майклом Хиггсом, который впоследствии стал её мужем. Её участие в «Чисто английском убийстве» было первым в серии из трёх долгосрочных ролей, в которых она играла полицейских. 

Также, она снялась в главной роли сериала канала ITV1 Доктор Мартин (англ. Doc Martin, где она сыграла роль директрисы начальной школы по имени Луиза Глассон (англ. Louisa Glasson).
Катц продолжает появляться в одноразовых ролях, в том числе «Отказ от убийства» (англ. In Denial of Murder), в котором она играла реально убитую Уэнди Сьюэлл, а также в эпизоде "Отель Вавилон". 

Она также появилась в двухсерийном эпизоде «Однорукий» (англ. Single-Handed (2007 drama)), озаглавленном «Похищенный ребёнок» в роли доктора Мэгги Хантер. Первоначально показано в Ирландии в январе 2008 года; он был передан ITV 9 августа 2009 года.
В ноябре 2008 года она сыграла Анну, кукольного мастера, в постановке «На эмоциях». 

В 2012 году она играет Марлен в пьесе Кэрил Черчилль «Супер-Девушки» (англ. Top Girls), режиссёр Макс Стаффорд-Кларк.
Она участвовала в записи радиоспектакля «Дежавю» (англ. Déjà Vu), на радио в эфире BBC Radio 4 в среду, 4 февраля 2009 года.
До начала своей актёрской карьеры Кац пела в инди-группе под названием Monoland, а затем в народной группе под названием Сапфир (англ. Sapphire).
Кэролайн Кац состоит в браке с актёром Майклом Хиггсом (англ. Michael Higgs). Пара познакомилась на съёмках телесериала «Чисто английское убийство».

У них есть сын Сонни (родился в 2001) и дочь Хонор (англ. Honour,  родилась в 2006).